# Període Heisei
El període Heisei (平成) és el nom de l'era del Japó compresa entre els anys 1989 i 2019. El nom va ser introduït per l'emperador Akihito després de la mort del seu pare, Hirohito, l'emperador Showa, el 1989. Així, 1989 és el primer any de Heisei. La cultura ha evolucionat i políticament s'ha convertit en un país productiu. Adaptant-se al món modern i no allunyant-se de les seves arrels és la forma en la qual els japonesos han mantingut intacta la seva essència i avançant a grans passos en aquest món modern.